# Liza Minnelli
Liza May Minnelli (Hollywood, Kalifornia, 1946. március 12. –) Oscar-díjas amerikai színésznő, énekesnő és táncos.
Erős színpadi jelenlétéről és erőteljes althangjáról ismert. Azon ritka művészek egyike, akik alakításukért megkapták az Oscar-, a Golden Globe-, a Tony- és a Primetime Emmy-díjat, zenei felvételeinek sorát pedig Grammy-legenda díjjal jutalmaztak.

## Élete és pályafutása
Vincente Minnelli rendező és Judy Garland gyermekeként született. Érdekes, hogy Liza később hozzáment ifj. Jack Haley-hez, akinek apja, Jack Haley a bádogembert játszotta az Óz, a csodák csodájában.
Főiskolai tanulmányait a Sorbonne-on végezte Párizsban. Ezután a Herbert Berghof Stúdióban tanulta ki a színészetet.
1963-ban a Broadwayen mutatkozott be. 1965-ben a Flora a vörös veszély című darabban szerepelt. 1966-ban Judy Garlanddal a londoni Palladiumban lépett fel. 1972-ben a párizsi Olympiában szerepelt. 1968 óta szerepelt filmekben.

## Filmográfia

### Film
| Év   | Magyar cím                           | Eredeti cím                               | Szerep                                 | Magyar hang      | Rendező                |
| ---- | ------------------------------------ | ----------------------------------------- | -------------------------------------- | ---------------- | ---------------------- |
| 1949 | A jó kis nyarak                      | In the Good Old Summertime                | lány (stáblistán nem szerepel)         |                  | Robert Z. Leonard      |
| 1954 |                                      | The Long, Long Trailer (törölt jelenetek) | kislány az esküvőn                     |                  | Vincente Minnelli (1.) |
| 1968 | Charlie Bubbles                      | Charlie Bubbles                           | Eliza                                  | Gór Nagy Mária   | Albert Finney          |
| 1968 | Charlie Bubbles                      | Charlie Bubbles                           | Eliza                                  | Tóth Ildikó      | Albert Finney          |
| 1968 | Furcsa pár                           | The Odd Couple                            | go-go táncos (stáblistán nem szerepel) |                  | Gene Saks              |
| 1969 | Első szerelem                        | The Sterile Cuckoo                        | Mary Ann "Pookie" Adams                | Bánfalvi Eszter  | Alan J. Pakula         |
| 1970 | Mondd, hogy szeretsz, Junie Moon!    | Tell Me That You Love Me, Junie Moon      | Junie Moon                             | Sallai Nóra      | Otto Preminger         |
| 1972 | Kabaré                               | Cabaret                                   | Sally Bowles                           | Hernádi Judit    | Bob Fosse              |
| 1972 | Visszatérés Óz földjére              | Journey Back to Oz                        | Dorothy Gale (hangja)                  | Voith Ági        | Hal Sutherland         |
| 1974 | Musical Múzeum                       | That's Entertainment!                     | házigazda                              | Voith Ági        | Jack Haley Jr. (1.)    |
| 1975 | Lucky Lady                           | Lucky Lady                                | Claire                                 | Földessy Margit  | Stanley Donen          |
| 1976 | Bombasiker                           | Silent Movie                              | önmaga (cameo)                         |                  | Mel Brooks             |
| 1976 | Nina                                 | A Matter of Time                          | Nina                                   | Vándor Éva       | Vincente Minnelli (2.) |
| 1977 | New York, New York                   | New York, New York                        | Francine Evans                         | Vándor Éva       | Martin Scorsese (1.)   |
| 1977 | New York, New York                   | New York, New York                        | Francine Evans                         | Kiss Erika       | Martin Scorsese (1.)   |
| 1981 | Arthur                               | Arthur                                    | Linda Marolla                          | Vándor Éva       | Steve Gordon           |
| 1983 | A komédia királya (törölt jelenetek) | The King of Comedy                        | önmaga                                 |                  | Martin Scorsese (2.)   |
| 1984 | Muppet-show New Yorkban              | The Muppets Take Manhattan                | önmaga (cameo)                         |                  | Frank Oz               |
| 1985 |                                      | That's Dancing!                           | önmaga (házigazda)                     |                  | Jack Haley Jr. (2.)    |
| 1988 | Bérelj zsarut!                       | Rent-a-Cop                                | Della Roberts                          | Virághalmy Judit | Jerry London           |
| 1988 | Bérelj zsarut!                       | Rent-a-Cop                                | Della Roberts                          | Vándor Éva       | Jerry London           |
| 1988 | Arthur 2.                            | Arthur 2: On the Rocks                    | Linda Marolla Bach                     | Vándor Éva       | Bud Yorkin             |
| 1991 | Csupa balláb                         | Stepping Out                              | Mavis Turner                           | Básti Juli       | Lewis Gilbert          |
| 2006 | Óh, óh Ohio                          | The Oh in Ohio                            | Alyssa Donahue                         | Simon Mari       | Billy Kent             |
| 2010 | Szex és New York 2.                  | Sex and the City 2                        | önmaga (cameo)                         | Tímár Éva        | Michael Patrick King   |
| 2019 |                                      | Halston                                   | önmaga (cameo)                         |                  | Frédéric Tcheng        |

### Televízió
| Év        | Magyar cím                           | Eredeti cím                                    | Szerep             | Megjegyzések   |
| --------- | ------------------------------------ | ---------------------------------------------- | ------------------ | -------------- |
| 1963      |                                      | The Judy Garland Show                          | önmaga             | 1 epizód       |
| 1964      |                                      | Mr. Broadway                                   | Minnie             | 1 epizód       |
| 1964      |                                      | Judy and Liza at the Palladium                 | önmaga             | különkiadás    |
| 1965      |                                      | The Dangerous Christmas of Red Riding Hood     | önmaga             | különkiadás    |
| 1967      |                                      | Woody Allen Looks at 1967                      | önmaga             | különkiadás    |
| 1968      |                                      | That's Life                                    | titkárnő           | 1 epizód       |
| 1970      |                                      | Liza                                           | önmaga             | különkiadás    |
| 1972      |                                      | Liza with a "Z": A Concert for Television      | önmaga             | különkiadás    |
| 1974      |                                      | Love from A to Z                               | önmaga             | különkiadás    |
| 1979      | Muppet Show                          | The Muppet Show                                | önmaga             | 1 epizód       |
| 1980      |                                      | Goldie and Liza Together                       | önmaga             | különkiadás    |
| 1980      |                                      | An Evening with Liza Minnelli                  | önmaga             | különkiadás    |
| 1984      |                                      | Faerie Tale Theatre                            | Alecia hercegnő    | 1 epizód       |
| 1985      |                                      | A Time to Live                                 | Mary-Lou Weisman   | tévéfilm       |
| 1986      |                                      | Liza in London                                 | önmaga             | különkiadás    |
| 1987      |                                      | Minnelli on Minnelli: Liza Remembers Vincente  | önmaga             | dokumentumfilm |
| 1988      |                                      | Sam Found Out: A Triple Play                   | önmaga             | különkiadás    |
| 1989      |                                      | Frank, Liza & Sammy: The Ultimate Event        | önmaga (házigazda) | különkiadás    |
| 1992      | Freddie Mercury-emlékkoncert         | The Freddie Mercury Tribute Concert            | önmaga             | különkiadás    |
| 1992      | Liza Live from Radio City Music Hall |                                                | önmaga             | különkiadás    |
| 1993      |                                      | Liza and Friends: A Tribute to Sammy Davis Jr. | önmaga (házigazda) | különkiadás    |
| 1994      |                                      | Parallel Lives                                 | Stevie Merrill     | tévéfilm       |
| 1995      | West Side-i keringő                  | The West Side Waltz                            | Cara Varnum        | tévéfilm       |
| 1999      |                                      | Jackie's Back                                  | önmaga (cameo)     | tévéfilm       |
| 2003–2013 | Az ítélet: család                    | Arrested Development                           | Lucille Austero    | 21 epizód      |
| 2006      | Esküdt ellenségek: Bűnös szándék     | Law & Order: Criminal Intent                   | Beth Harner        | 1 epizód       |
| 2009      | Haláli testcsere                     | Drop Dead Diva                                 | Lily Wells         | 1 epizód       |
| 2013      | Kasszasiker                          | Smash                                          | önmaga             | 1 epizód       |

## Díjak és jelölések
- Tony-díj (1965, 1978, 2009)

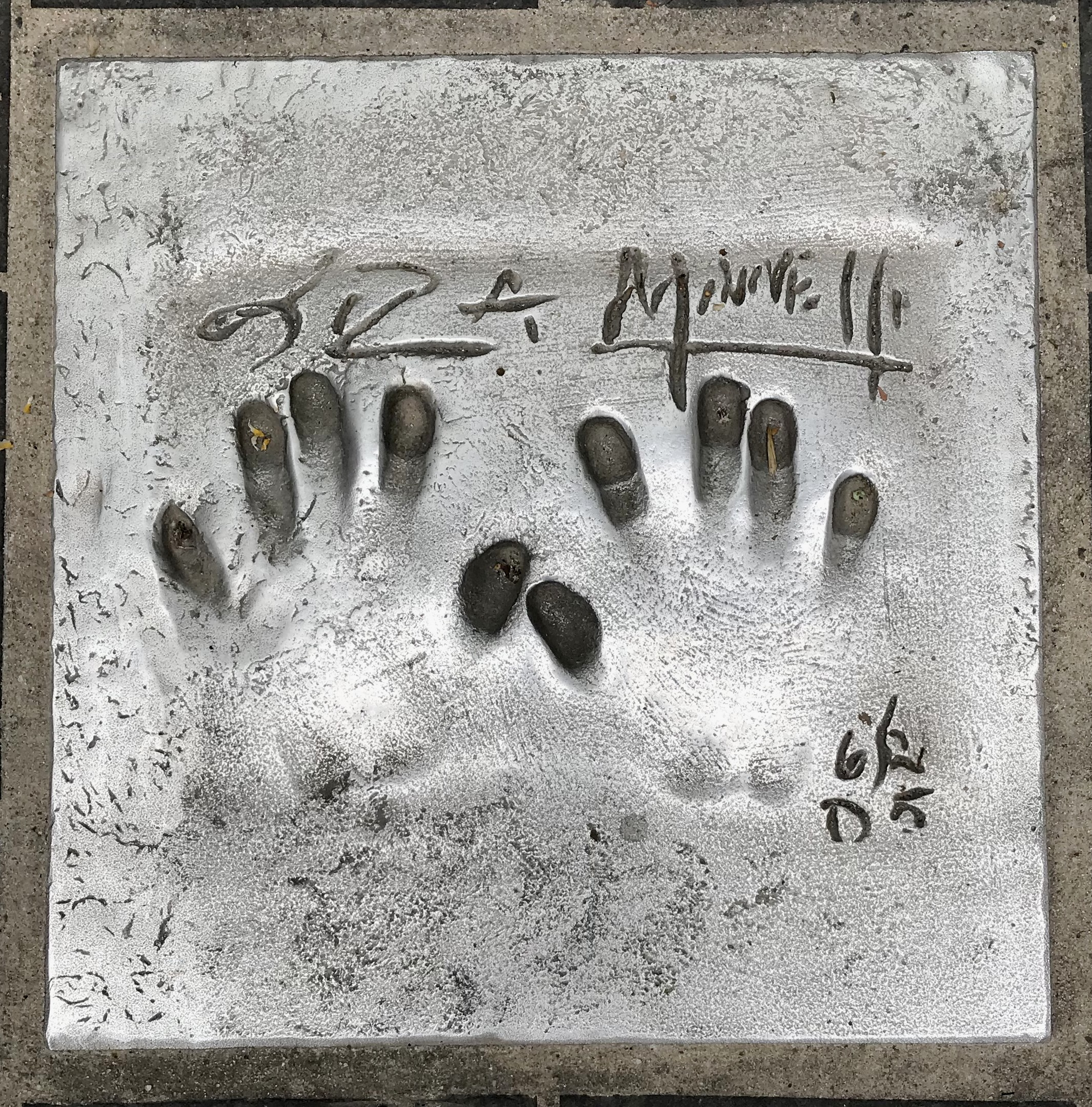
Minnelli kéznyoma Cannes-ban

- Mar del Plata-i fesztivál legjobb színésznő díja (1970)
- Emmy-díj (1972)
- Oscar-díj (1972)
- Golden Globe-díj (1972, 1985)
- BAFTA-díj (1972)
- David di Donatello-díj (1972)
- Grammy-legenda díj (1990)